# سینائیان
سینائیان (Avicenniaceae) یا حرّائیان تیره‌ای از نعناسانان درختی یا درختچه‌ای است با یک سرده و حدود یازده گونه که در نواحی میان‌کِشندی دریا در نزدیکی پای‌رودها و خورها می‌رویند و دارای ریشه‌های هوایی هستند.
نام علمی این تیره به افتخار ابن سینا، دانشمند ایرانی، نام‌گذاری شده است.